# Мухамед-Рахимов, Тауфик Галеевич
Тауфик Галеевич Мухамед-Рахимов (5 января 1927, Петропавловск — 15 марта 1992, Алма-Ата) — партийный и государственный деятель Казахской ССР.

## Биография
С 1949 года после окончания Ленинградского электротехнического института связи работал электромехаником.
В 1958—1971 годах работал на различных партийных и советских должностях: инструктором, вторым секретарем горкома, председателем Петропавловского городского Совета народных депутатов, первым секретарем Петропавловского горкома партии. Во время его руководства городом в Петропавловске появились аэропорт, городская больница № 3, телестудия, областной драматический театр им. Погодина.
В 1971—1973 годах работал секретарем Северо-Казахстанского обкома партии.
В 1973—1977 года — заведующим отделом тяжелой промышленности ЦК Компартии Казахстана. В этой должности он принимал участие в принятии решений об освоении природных ресурсов полуострова Мангышлак, создании разреза «Богатырь», расширении производственных мощностей Карагандинского металлургического комбината, строительстве фосфорных заводов на юге Казахстана, вводе новых шахт в Джезказганской области.
В 1977—1979 годах работал на посту Министра местной промышленности Казахской ССР, где занимался вопросами использования местных сырьевых ресурсов и производства товаров культурно-бытового и хозяйственного назначения .
С 1979 по 1980 год был первым секретарем Алма-Атинского горкома партии.
В 1981—1986 года работал заместителем Председателя Совета Министров — председателем Госплана Казахской ССР. Под его руководством составлены основные направления экономического и социального развития Казахской ССР на период 1981—1990 года, показатели, характеризующие технический уровень производства, качество и эффективность труда, комплексные территориальные планы развития, внедрены новые условия планирования и экономического стимулирования труда, организованы крупные экономические эксперименты по совершенствованию планирования и управления.
С марта 1986 года, находясь на пенсии, занимался общественной работой в должности заместителя Председателя Казахстанского Республиканского правления Всесоюзного научно-технического общества радиотехники, электроники и связи.

## Награды и премии
- Три ордена Трудового Красного Знамени (1971, 1976, 1981).
- Два ордена «Знак Почета» (1959, 1966).
- Медаль «За освоение целинных и залежных земель» (1957).
- Медаль «За доблестный труд в ознаменование 100-летия со дня рождения В. И. Ленина».
- Медаль «Ветеран труда» (1985 года).
- Медаль «За отличие в охране государственной границы» (1981 год).
- Две Почетные грамоты Верховного Совета Казахской ССР (1962, 1974 годы).
- Звание «Заслуженный работник промышленности Казахской ССР» (1977 год).

## Выборные должности
- Член Северо-Казахстанского обкома Компартии Казахстана;
- Член бюро Северо-Казахстанского обкома Компартии Казахстана;
- Депутат Северо-Казахстанского областного и городского Совета депутатов трудящихся;
- Член Петропавловского горкома Компартии Казахстана;
- Делегат XIV, XV, XVI съездов Компартии Казахстана;
- Член бюро Алма-Атинского горкома партии;
- Депутат Верховного Совета КазССР (VII, IX, X, XI созыва);
- Член ЦК Компартии Казахстан (избран на XIV—XV съездах);
- Член Президиума Верховного Совета КазССР;
- Делегат XXVI съезда ЦК КПСС;
- Член Республиканского координационного Совета НИО СССР.